# 비판사회학회
비판사회학회는 1984년 설립된 사회학 학회이다. 한국 사회과학의 비판적 혁신과 진보적 연구를 통한 사회변화를 표방하여 한국산업사회연구회(산사연)라는 이름으로 창립되었다. 창립 당시 사회학 외에도 경제학과 정치학 분야의 진보적인 사회과학 연구자들이 대거 참여했다. 1996년 한국산업사회학회(산사학), 2007년 현재의 비판사회학회로 개칭했다. 발행 학술지로 《경제와 사회》가 있다.